# Bitwa pod Luzzarą
Bitwa pod Luzzarą – starcie zbrojne, które miało miejsce 15 sierpnia 1702 w trakcie hiszpańskiej wojny sukcesyjnej.
Francusko-hiszpańsko-sabaudzka koalicja dysponowała w 1702 roku na włoskim teatrze wojny znaczną przewagą i z tego powodu planowała generalną ofensywę.
Eugeniusz Sabaudzki (25 000 żołnierzy) był świadom tego, że połączonym siłom sprzymierzonych nie da rady, postanowił zatem działać szybko i uderzyć na osamotnione francuskie wojska dowodzone przez księcia  Vendome'a (30 000 żołnierzy). Poderwał swą armię i po forsownym marszu uderzył na francuski obóz w pobliżu Luzzary, położony na prawym brzegu Padu, w którym Vendome oczekiwał na swych sprzymierzeńców. Francuzi zostali całkowicie zaskoczeni, gdyż nie przypuszczali, że słabszy liczebnie przeciwnik odważy się zaatakować ich ufortyfikowaną pozycję. Zażarte walki trwały do późnej nocy, kiedy to za cenę ciężkich strat udało się Francuzom wyprzeć Austriaków z obozu. Austriacy stracili w bitwie 2 500 ludzi, Francuzi – 4 000 ludzi.
Zwycięstwo ogłosiły obie strony. W istocie francuskie straty były wyższe, ale nie to przesądziło o zwycięstwie Austriaków. Bitwa ta zrobiła duże wrażenie na księciu sabaudzkim Wiktorze Amadeuszu II, który zaczął poważnie zastanawiać się nad przejściem na stronę przeciwną. I ten właśnie fakt udaremnił francuskie plany wielkiej ofensywy na froncie włoskim.